# 6ter
6ter (pronunciat sister de l'anglès sister, que en català significa germana) és un canal de televisió francès temàtic i gratuït, dedicat al públic femení i del grup M6. Les primeres emissions es fan el 12 de desembre del 2012, arrel que el Consell de l'Audiovisual francès obrís línies per incorporar canals nous a la televisió digital terrestre francesa. El grup M6 va presentar tres canals, 6ster, M6 Boutique (un canal de compra-venda), i Hexa. L'eslògan del canal és "la chaîne pour la famille, toute la journée" (el canal per la família, tot el dia). Quan es va canviar l'orientació cap a un públic més familiar, l'eslògan va passar a ser "la télé à partager" (la televisió per compartir).